# Svejbæk
Svejbæk is een plaats in de Deense regio Midden-Jutland, gemeente Silkeborg. De plaats telt 3842 inwoners (2008).